# Phelsuma
Phelsuma este un gen de șopârle din familia Gekkonidae.

## Galerie

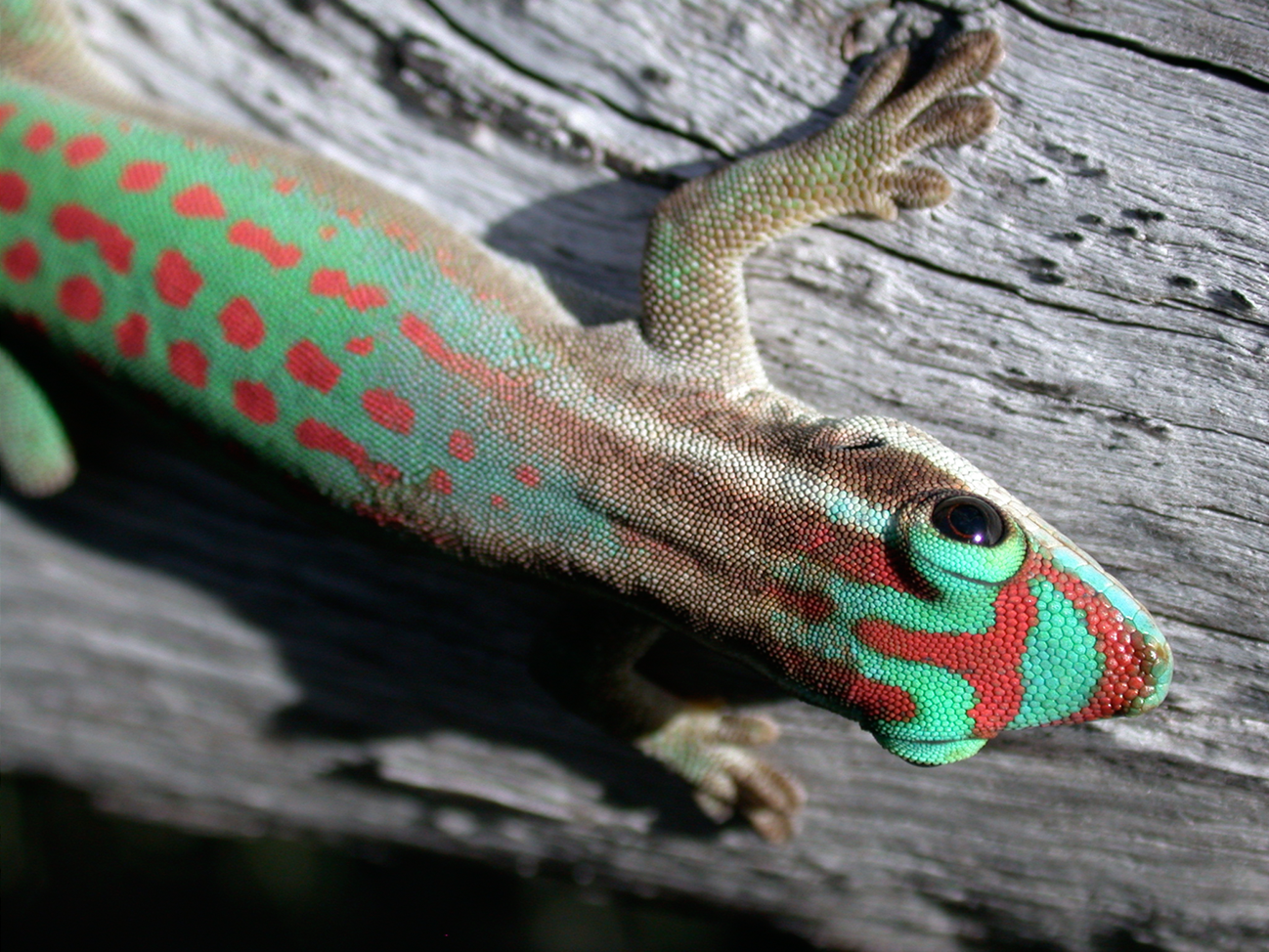
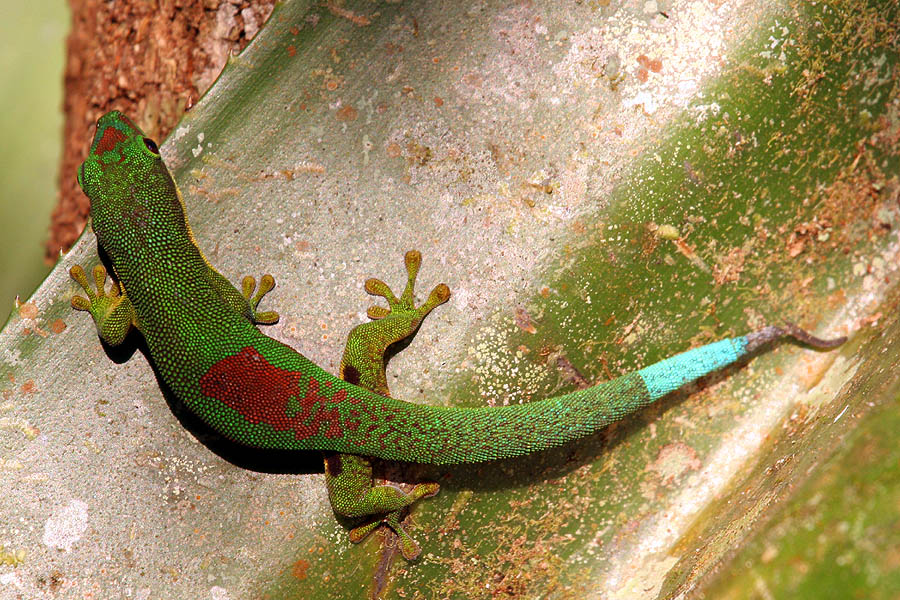
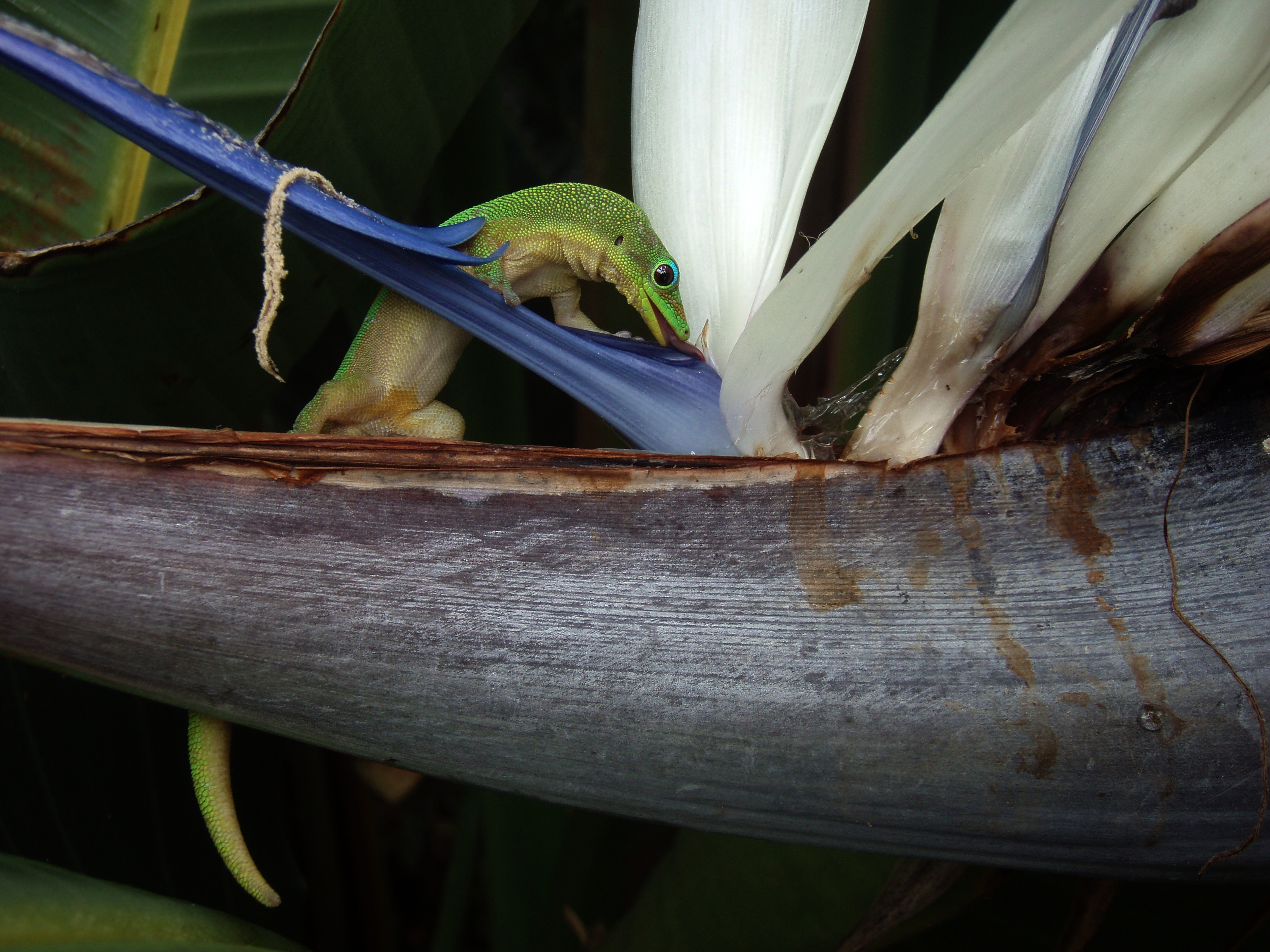
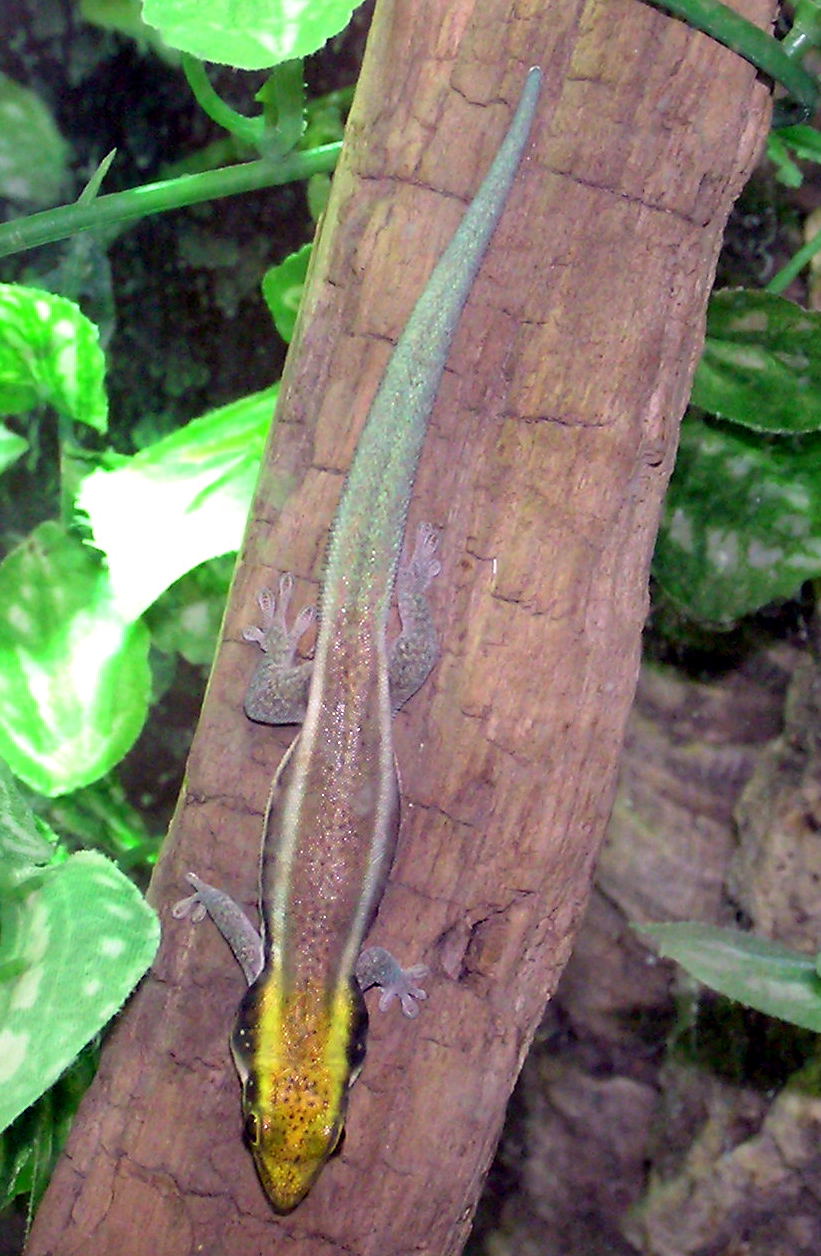
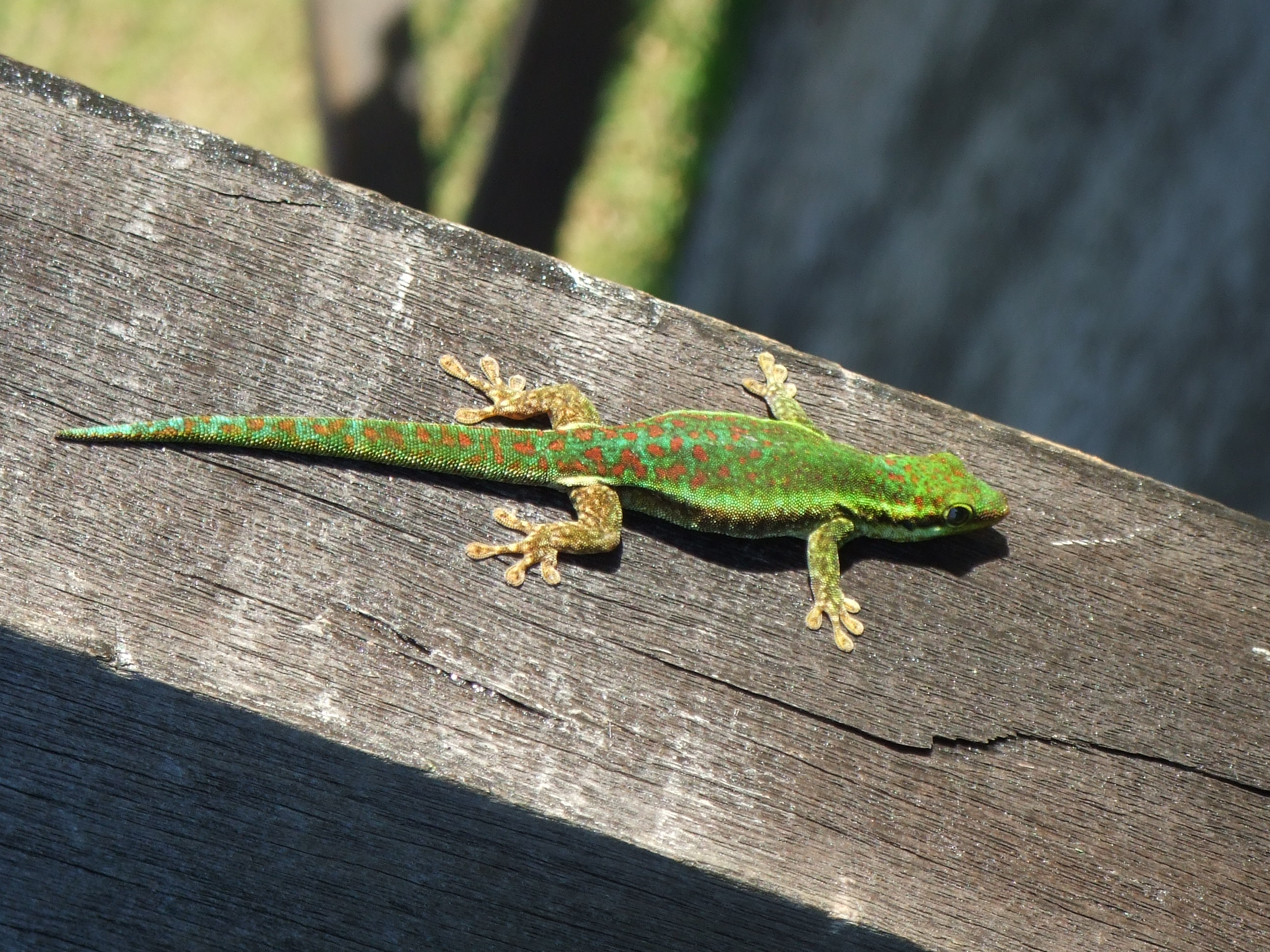
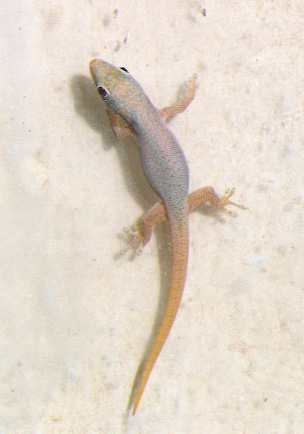

## Specii[1]
- Phelsuma abbotti
- Phelsuma andamanense
- Phelsuma antanosy
- Phelsuma astriata
- Phelsuma barbouri
- Phelsuma berghofi
- Phelsuma borbonica
- Phelsuma breviceps
- Phelsuma cepediana
- Phelsuma comorensis
- Phelsuma dubia
- Phelsuma edwardnewtoni
- Phelsuma flavigularis
- Phelsuma gigas
- Phelsuma guentheri
- Phelsuma guimbeaui
- Phelsuma guttata
- Phelsuma hielscheri
- Phelsuma inexpectata
- Phelsuma kely
- Phelsuma klemmeri
- Phelsuma laticauda
- Phelsuma lineata
- Phelsuma madagascariensis
- Phelsuma madagascariesis
- Phelsuma malamakibo
- Phelsuma masohoala
- Phelsuma modesta
- Phelsuma mutabilis
- Phelsuma nigra
- Phelsuma nigristriata
- Phelsuma ocellata
- Phelsuma ornata
- Phelsuma parkeri
- Phelsuma pronki
- Phelsuma pusilla
- Phelsuma quadriocellata
- Phelsuma robertmertensi
- Phelsuma rosagularis
- Phelsuma seippi
- Phelsuma serraticauda
- Phelsuma standingi
- Phelsuma sundbergi
- Phelsuma vanheygeni